# هربرت إيفانز
هربرت إيفانز (بالإنجليزية: Herbert Evans) هو ممثل بريطاني (وحمل سابقاً جنسية المملكة المتحدة لبريطانيا العظمى وأيرلندا)، ولد في 16 أبريل 1882 بلندن في المملكة المتحدة، وتوفي في 10 فبراير 1952 في الولايات المتحدة.

## وصلات خارجية
- هربرت إيفانز على موقع IMDb (الإنجليزية)
- هربرت إيفانز على موقع قاعدة بيانات برودواي على الإنترنت (الإنجليزية)
- هربرت إيفانز على موقع قاعدة بيانات الفيلم (الإنجليزية)